# Kultura 2000
Kultura 2000 – program wspólnotowy skierowany bezpośrednio do strefy kultury, wspierający ponadnarodowe projekty z dziedziny szeroko pojętej kultury europejskiej-podkreślające jej różnorodność.Powstał na mocy Decyzji Rady i Parlamentu Europejskiego z 14 lutego 2000 r. na okres 5 lat począwszy od 1 stycznia 2000 r. do 31 grudnia 2004. Decyzją Parlamentu i Rady z dn. 31 marca 2004 program został przedłużony o kolejne dwie edycje na rok 2005 i 2006. Program Kultura 2000 skończyło swe funkcjonowanie w roku 2006. Działania Unii Europejskiej, mające na celu wspieranie współpracy kulturalnej państw członkowskich, kontynuowane są od 1 stycznia 2007 roku poprzez nowy program Kultura (2007-2013). Jest to aktualnie główny program wspólnotowy skierowany bezpośrednio do instytucji kulturalnych w Europie.

## Cele programu
- wymiany międzykulturowe krajów;
- akcentowanie różnorodności kultur jako znaczącego czynnika tożsamości europejskiej;
- promocja dialogu kulturalnego i wzajemnego poznawania kultur i historii narodów Europy;
- otwarcie na kultury spoza obszaru Unii Europejskiej;
- umożliwienie najbardziej licznym i różnorodnym grupom społecznym i jednostkom pełnego korzystania z istniejących form aktywności kulturalnej;
- zwiększenie mobilności ludzi i dzieł oraz partnerskiej wymiany w dziedzinie kultury;
- wspieranie wspólnego dziedzictwa narodowego o znaczeniu europejskim; upowszechniania nowatorskich koncepcji, metod i technik konserwatorskich;
- wykorzystanie nowych technologii w dobie „społeczeństwa informacyjnego” dla celów komunikacji, globalnego porozumienia i twórczej aktywności zawodowej w dziedzinie kultury;
- uznanie kultury jako czynnika integracji społecznej i obywatelskiej;
- propagowanie szeroko pojętej międzynarodowej kultury, sztuki, artystów (szczególny wzgląd na zdolną młodzież)

## Uczestnicy programu
1. państwa członkowskie UE:
Austria, Belgia, Dania, Finlandia, Niemcy, Grecja, Francja, Irlandia, Włochy, Luksemburg, Holandia, Portugalia, Hiszpania, Szwecja, Wielka Brytania, Czechy, Estonia, Węgry, Litwa, Łotwa, Słowacja, Słowenia, Cypr, Malta, Polska, Bułgaria, Rumunia.
2. państwa kandydujące do UE
3. kraje EFTA:
Islandia, Liechtenstein i Norwegia
4. Program adresowany jest do instytucji i organizacji sektora publicznego i pozarządowego (posiadających osobowość prawną), prowadzących działalność w dziedzinie kultury tj.:
- stowarzyszenia
- fundacje
- muzea
- biblioteki
- teatry
- filharmonie
- opery i operetki
- galerie
- Domy i centra kultury
- gminy, powiaty, miasta
- Uczelnie wyższe

## Program działa w ramach 3 akcji
- Akcja 1 – projekty jednoroczne = krótkoterminowe: musi uczestniczyć co najmniej trzech współorganizatorów, pochodzących z trzech różnych państw biorących udział w programie (z czego co najmniej jeden musi pochodzić z państwa członkowskiego Unii Europejskiej);
- Akcja 2 – projekty wieloletnie = długoterminowe (minimum 2 lata, maksimum 3 lata): musi natomiast być współtworzony przez co najmniej pięciu operatorów kulturalnych z pięciu państw. Jeden z nich, podobnie jak w przypadku projektów jednorocznych, musi pochodzić z państwa członkowskiego UE.;
- Akcja 3 – projekty specjalne:
  - Europejskie Stolice Kultury,
  - Nagrody Unii Europejskiej w dziedzinie dziedzictwa kulturowego oraz architektury współczesnej,
  - Europejskie Laboratoria Dziedzictwa Kulturowego,
  - Projekty tematyczne,
  - Sympozja międzynarodowe.

## Sektory, czyli dziedziny aktywności kulturalnej
- sztuki wizualne (priorytet w roku 2002)

malarstwo, rzeźba, sztuka video, sztuka cyfrowa, fotografia, wzornictwo przemysłowe, architektura nowoczesna, grafika, sztuki dekoratorskie, rzemiosło
- sztuki performatywne (priorytet w roku 2003)

teatr, taniec, muzykę, operę, sztuki liryczne, teatr uliczny, cyrk
- dziedzictwo kulturowe (priorytet w edycji na 2004)

dziedzictwo ruchome i nieruchome, materialne i niematerialne, archiwa historyczne, biblioteki, dziedzictwo archeologiczne i podwodne, a także krajobrazy kulturowe
- literatura, czytelnictwo, tłumaczenia:

promocja czytelnictwa, projekty mające pogłębic umiejętności tłumaczy, tłumaczenie od 4 do 10 dzieł z zakresu beletrystki powstałej w Europie po 1950 r. lub europejskiej humanistyki

## Obszary tematyczne projektów w ramach Kultura 2000
- rozwój społeczeństwa obywatelskiego

Projekty powinny być skierowane do szerokiego grona odbiorców i umożliwiać im aktywny udział w przedsięwzięciach kulturalnych oraz tworzyć przy zachowaniu różnorodności narodowej pewien wspólny obszar kultury i dialogu.
- nowe technologie/media na rzecz twórczości

Przy przygotowaniu projektu organizatorzy powinni rozważyć użycie nowych technologii oraz nowych środków komunikacji i mediów do prezentacji twórczości artystycznej.
- tradycja i innowacja; łączenie przeszłości i przyszłości

Komisja przy ocenie projektów priorytetowo traktuje te, które prezentują nowatorskie podejście do tradycyjnej problematyki.

## Wysokość finansowa wsparcia
Wysokość udzielanego przez Komisję Europejską wsparcia jest corocznie określana dla poszczególnych rodzajów projektów i waha się w granicach:
- Projekty jednoroczne: od 50 000 euro do 150 000 euro
- Projekty wieloletnie: od 50 000 euro do 300 000 euro rocznie

Wysokość udzielanego przez Komisję Europejską wsparcia wynosi:
- Projekty jednoroczne: do 50% całkowitego budżetu projektu
- Projekty wieloletnie: do 60% całkowitego budżetu projektu

## Zasady formalno-prawne każdego projektu
- terminologia,
- harmonogram działań,
- kompletność wniosku oraz wymaganych dokumentów.

## Terminologia
Terminologia jest określana każdorazowo w wezwaniu do każdej edycji programu. Dzięki wytłumaczonej terminologii staje się jasne kto i na jakich zasad może uczestniczy ć w projekcie.
W programie Kultura 2000 można uczestniczyć na trzy sposoby, to jest jako:
1. Organizator/kierownik projektu
Musi:
pochodzić z państwa uczestniczącego w programie, być prawnie współodpowiedzialny za porozumienie o przyznaniu grantu przyznanego przez Komisje Europejską wykazać tzw. potrójne zaangażowanie, tj. szczególny i istotny wkład we wszystkie etapy realizacji projektu – opracowanie koncepcji, harmonogramu działań, realizację przedsięwzięć (wdrożenie w życie projektu) oraz w jego finansowanie (oznacza to, że jego własne lub zebrane przez niego środki stanowią, co najmniej 5% całego budżetu projektu). Przygotować rozliczenie finansowe i merytoryczne projektu
2. Współorganizator
Musi:
pochodzić z państwa uczestniczącego w programie, wykazać szczególny i istotny wkład zarówno w opracowanie, wdrożenie i finansowanie projektu (oznacza to, że jego własne lub zebrane przez niego środki stanowią co najmniej 5% całego budżetu projektu) – czyli tak jak wyżej: potrójne zaangażowanie
3. Partner
Ma uczestniczyć w działaniach związanych z projektem, ale nie musi pełnić szczególnej, istotnej lub koordynującej roli w jego opracowywaniu, wdrażaniu lub finansowaniu.

## Harmonogram działań
Dokładnie precyzuje, kiedy i jakie przedsięwzięcia będą realizowane w ramach przygotowywanego projektu. Należy przede wszystkim pamiętać o tym, że każdy projekt musi posiadać jasno określone daty jego rozpoczęcia i zakończenia. Opis działań oraz terminy realizacji poszczególnych przedsięwzięć pozwala zrozumie ć zasadność i celowość podejmowanych działań, a także pokazuje, że projekt jest jednolity i spójny.

## Komplementarność
Kompletne projekty, zawierające wszelkie wymagane dokumenty, jak również sam wniosek składa się na oryginalnym dokumencie formularza o przyznanie grantu na dany rok bezpośrednio do Komisji Europejskiej. Formularze nie mogą być wypełniane odręcznie, przesyłane faxem czy też – mailem. Wypełnione formularze wysyła się pocztą, pocztą kurierską w nieprzekraczalnych terminach, które są ogłaszane dla każdej nowej edycji programu. Komisja Europejska nie uznaje wniosków niekompletnych, wypełnionych częściowo, wypełnionych odręcznie, wysyłanych w częściach albo po terminie.

## Podstawowe kryteria oceny projektów
- Europejska wartość dodana

Oznacza to, że cele, metodologia i sama natura przedsięwziętych działań w projekcie musi posiadać perspektywy, które wykraczają poza lokalne, regionalne, a nawet narodowe interesy oraz cele rozwoju na poziomie europejskim.
- Jakość

Komisja Europejska zwraca szczególną uwagę na projekty, które przedstawiają wysoki poziom współpracy między partnerami, całościowe podejście do problemu i metodologii, przejrzystość budżetu, spójny sposób zarządzania projektem. Te wszystkie elementy oraz oryginalność podejścia do problematyki pokazują, że dany projekt nie tylko spełnia wymagania Programu, ale może być również z powodzeniem zrealizowany
- Innowacyjność i kreatywność

W sposób szczególny traktowana są projekty, które mogą być uznane za nowatorskie i kreatywne w swoim podejściu do problematyki, spojrzeniu i perspektywie, jak również metodologii projektu i charakterze współpracy między współorganizatorami i partnerami projektu.
- Wyniki konkursu

Wyniki procesu wyboru ogłaszane są po zakończeniu oficjalnej procedury selekcji. Wyniki konkursu przesyłane są do Punktu w drodze oficjalnej noty Komisji Europejskiej. Ponadto są one prezentowane m.in. na stronach internetowych Komisji Europejskiej (https://web.archive.org/web/20070712044638/http://europa.eu.int/). Przed zakończeniem tego procesu nie są udzielane żadne informacje na temat wyniku konkursu.

## Korzyści z uczestnictwa w Programie
- zdobycie dodatkowych środków finansowych na realizowanie przedsięwzięć kulturalnych
- nawiązanie kontaktów i współpracy z instytucjami kultury z krajów członkowskich i stowarzyszonych Unii Europejskiej, co może stać się bazą do dalszej współpracy i stworzenia europejskiej sieci współpracy kulturalnej,
- praktyczne zapoznanie się z nowymi formami organizowania i pozabudżetowego finansowania przedsięwzięć kulturalnych w oparciu o zasady określone przez Komisję Europejską;
- promocja kultury np. polskiej w krajach UE
- wymiana doświadczeń w różnych dziedzinach działalności kulturalnej
- zwiększenie dostępu odbiorcy do kultury państw należących do UE.